# Horní Město
Horní Město település Csehországban, Bruntáli járásban. Horní Město Stará Ves, Rýmařov, Oskava, Dlouhá Loučka, Tvrdkov és Jiříkov településekkel határos. Lakosainak száma 806 fő (2024. január 1.).

## Népesség
A település lakosságának változását az alábbi diagram mutatja:
| Lakosok száma | 3904 | 3189 | 2733 | 1411 | 1219 | 1013 | 867  | 844  | 799  | 806  |
|               | 1869 | 1890 | 1921 | 1950 | 1980 | 2001 | 2017 | 2019 | 2022 | 2024 |